# Liljeborgia bousfieldi
Liljeborgia bousfieldi is een vlokreeftensoort uit de familie van de Liljeborgiidae. De wetenschappelijke naam van de soort is voor het eerst geldig gepubliceerd in 1979 door McKinney.